# Ред Гарленд
Ред Га́рленд (англ. Red Garland), справжнє ім'я Ві́льям Маккі́нлі Га́рленд-молодший (англ. William McKinley Garland, Jr.; 13 травня 1923, Даллас, Техас — 23 квітня 1984, там само) — американський джазовий піаніст. Відомий як учасник квінтету Майлза Девіса.

## Біографія
Народився в 13 травня 1923 року в Далласі, штат Техас. Починав грати на кларнеті (який йому подарував батько), навчався А. С. Джексона і Бастера Сміта, у віці 18 років переключився на фортепіано. У Далласі його гру помітив Хот-Ліпс Пейдж. З 1945 по 1955 роки працював в Нью-Йорку і Філадельфії з великою кількістю відомих музикантів: Пейджем, Чарлі Паркером, Коулменом Гокінсом, Роєм Елриджем і Беном Вебстером. У 1955—57 роках здобув визнання як учасник квінтету Майлза Девіса, до якого також входили Пол Чемберс і Філлі Джо Джонс.
У 1957 році виступав у Нью-Йорку, де грав з Дональдом Бердом, Джоном Колтрейном і Артом Тейлором; знову приєднався до Девіса у 1958 році. У 1959 році організував власне тріо і квінтет, до якого увійшли Колтрейн, Берд і Тейлор. Під час співпраці з Девісом і Колтрейном як сесійний музикант брав участь над створенням таких альбомів: Девіса Cookin' (1956), Relaxin' (1956) і Milestones (1958); Колтрейна Soultrane (1958) і Traneing In (1958).
У середині 1960-х переїхав до Філадельфії, де грав на вікендах. У 1965 році повернувся в Даллас, коли померла його матір; з 1966 року працював в клубах Club Arandas і Woodmen Auditorium; також грав у Лос-Анджелесі у 1966 році. Навесні 1971 року повернувся на місяць до Нью-Йорка, де грав у клубі Pegleg's і записав дві платівки на MPS, а в червні повернувся знов у Даллас.
Після років відносного забуття, успішно повернувся на деякий час наприкінці 1970-х років, виступав у клубі Lush Life в Нью-Йорку та зробив декілька записів.
Помер 23 квітня 1984 року в Далласі у віці 60 років від серцевого нападу.

## Дискографія
| - A Garland of Red (Prestige, 1956) - Red Garland's Piano (Prestige, 1957) - Curtis Fuller with Red Garland (New Jazz, 1957) з Кертісом Фуллером - Red Garland Revisited! (Prestige, 1957 [1969]) - Sugan (Status, 1957) з Філом Вудсом - The P.C. Blues (Prestige, 1956-57 [1970]) - Groovy (Prestige, 1956–57) - John Coltrane with the Red Garland Trio (Prestige, 1957) з Джоном Колтрейном - All Mornin' Long (Prestige, 1957) - High Pressure (1957) - Dig It! (Prestige, 1957–58) - It's a Blue World (Prestige, 1958) - Manteca (Prestige, 1958) - Can't See for Lookin' (Prestige, 1958) - Rojo (Prestige, 1958) - The Red Garland Trio (Moodsville, 1958) - All Kinds of Weather (Prestige, 1958) | - Red in Blues-ville (Prestige, 1959) - Coleman Hawkins with the Red Garland Trio (Swingville, 1959) з Коулменом Гокінсом - Satin Doll (Prestige, 1959 [1971]) - Red Garland Live! (Prestige, 1959) - The Red Garland Trio + Eddie "Lockjaw" Davis (Moodsville, 1960) - Soul Junction (Prestige, 1960) - Red Garland at the Prelude (Prestige, 1960) - Red Alone (Moodsville, 1960) - Alone with the Blues (Moodsville, 1960) - Halleloo-Y'-All (Prestige, 1960) - Soul Burnin' (Prestige, 1960) - Bright and Breezy (Jazzland, 1961) - The Nearness of You (Jazzland, 1961) - Solar (Jazzland, 1962) - Red's Good Groove (Jazzland, 1962) - When There Are Grey Skies (Prestige, 1962) |